# Beltrame Cristiani
Beltrame Cristiani, conosciuto anche come Beltramo Cristiani (Varese Ligure, 2 dicembre 1702 – Milano, 3 luglio 1758) è stato un politico e diplomatico italiano, Gran Cancelliere del ducato di Milano al servizio di Maria Teresa d'Austria.

## Biografia
Beltrame Cristiani nacque nel il 2 dicembre 1702 a Varese Ligure da Pietro Giulio e da Anna Aquileia Carranza, appartenenti a una famiglia non di nobili origini, intraprendendo ancora giovane la carriera diplomatica.
Di lui si sa che tra il 1742 e il 1748, durante gli anni della Guerra di successione austriaca, fu amministratore imperiale degli stati di Modena e della Mirandola. Nel 1754 venne nominato Governatore del ducato di Milano e ministro plenipotenziario per conto dell'Imperatrice. Di lui ci dà un ritratto lo scrittore milanese Pietro Verri che lo descrive come "Un uomo d'oscuri e poveri natali; d'ima figura grossolana e quasi deforme; senza il dono della parola, anzi balbuziente...". Come governatore egli cercò di fatto di conciliare i due poteri di stato e chiesa prima che le definitive riforme del giuseppinismo ponessero in discussione il ruolo di quest'ultima entro i confini del ducato austriaco.
Venne quindi nobilitato ed ottenne il feudo di Malgrate e fu tra i principali fautori dell'unione matrimoniale (che avverrà nel 1771) tra Maria Beatrice d'Este e l'arciduca Ferdinando d'Asburgo, figlio di Maria Teresa, che divenne in seguito governatore del ducato di Milano. Durante la propria reggenza dello stato milanese fu in conflitto con Pompeo Neri incaricato da Maria Teresa della direzione delle operazioni di censo nel milanese, ma fu uno strenuo sostenitore dell'attuazione del Catasto Teresiano. A livello di politica estera seppe mantenere stretti rapporti col primo ministro piemontese Bogino e con la Repubblica di Venezia.
A Milano rimase in carica sino al 3 luglio 1758 quando morì. Egli venne sepolto nella chiesa milanese di San Girolamo dove nel 1769 Maria Teresa diede ordine di erigere un monumento a sua memoria perenne. Nel 1797, quando la chiesa venne sconsacrata dalle truppe francesi napoleoniche e il complesso di San Girolamo divenne una caserma, la salma del Cristiani venne spostata alla chiesa di Santa Maria della Passione dove ancora oggi si trova.